# Gewehr 93
 (février 2024).
Si vous disposez d'ouvrages ou d'articles de référence ou si vous connaissez des sites web de qualité traitant du thème abordé ici, merci de compléter l'article en donnant les références utiles à sa vérifiabilité et en les liant à la section « Notes et références ».

Le Mauser 1893 (ici baïonnette au canon) figure sur nombre d'emblèmes militaires espagnols.

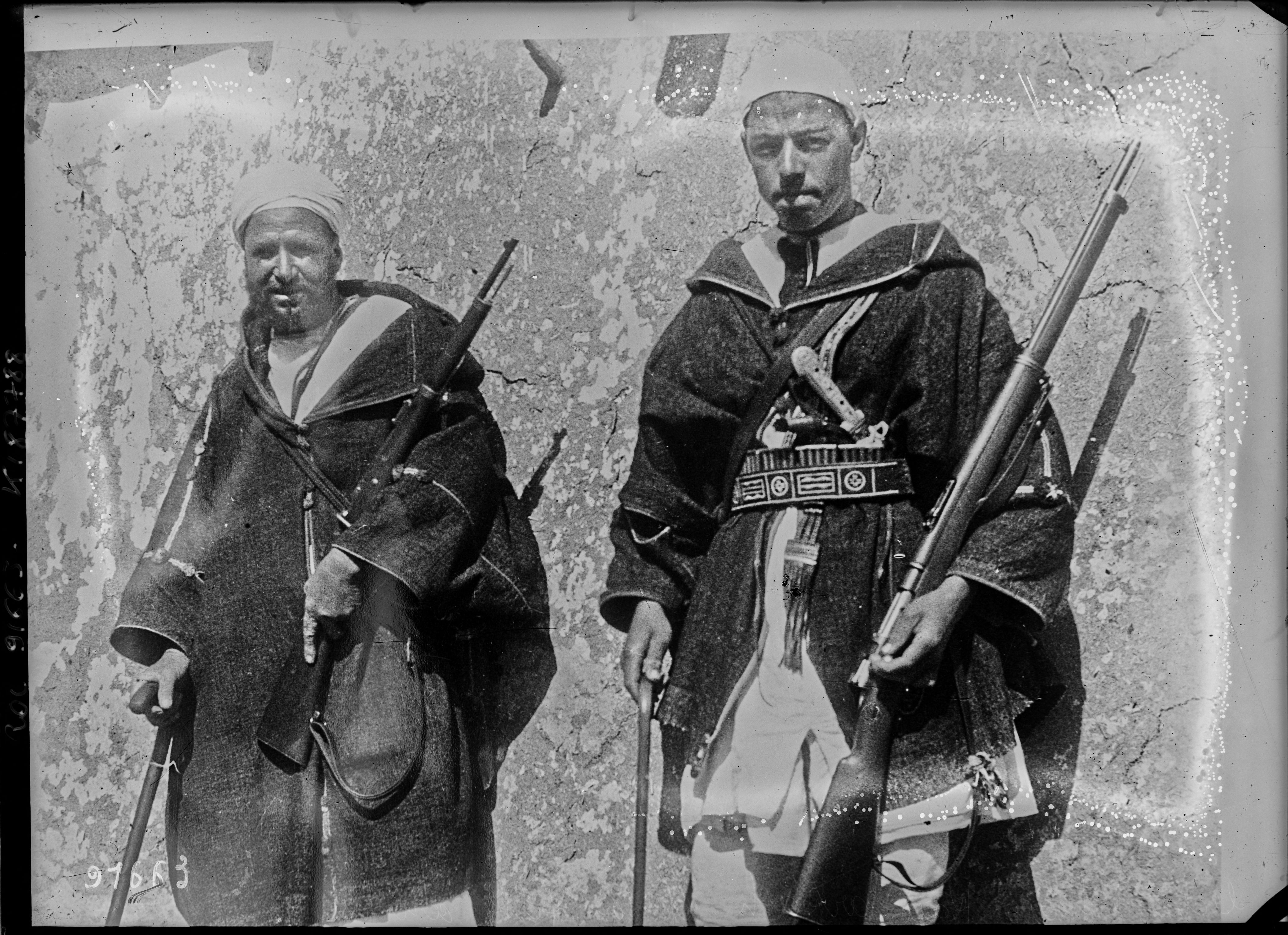
Deux partisans d'Abdelkrim el-Khattabi armés de fusils pris sur les Espagnols durant la guerre du Rif : un Mauser 1893 (pour le fils à droite) et une carabine Berthier française pour le Caïd Sarkache (son père à gauche).
Agence Rol, 1924.

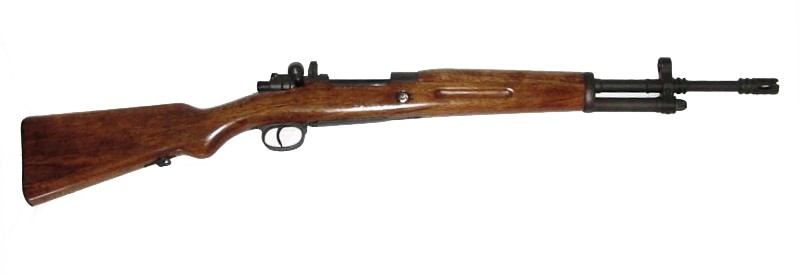
Mauser espagnol FR 8.

Le Mauser Gewehr (18)93 est le premier fusil à répétition de la firme allemande à connaître un franc succès à l'exportation après son adoption par l'Espagne et l'Empire Ottoman en 1893 pour armer  leur infanterie.
Il fut remplacé en 1943 par le Mauser 1943 qui n'est qu'une copie modifiée du Mauser Standardmodell (fourni en grand nombre par l'Allemagne nazie aux troupes franquistes en 1936-1939)  et est  donc proche de la Karabiner 98k. La Fabrique d'Armes d'Oviedo et la Fabrique d'armes de la Corogne les fabriquèrent d'ailleurs sous diverses variantes jusqu'en 1957.

## Le Mauser 93 espagnol
Le fusil Mauser espagnol 1893 est construit en bois et en acier forgé. Il tire la munition 7mm Mauser. Il possède une crosse droite formant également fût et un garde-main court en bois. Le levier d'armement est droit. La culasse à verrou rotatif comprend deux tenons antérieurs de verrouillage. Le magasin interne est alimenté par lames-chargeur non introduite. L'extracteur ne tourne pas. La hausse à cran et à planchette est graduée de 100 à 2 000 m. Le guidon est nu. L'arme reçoit une baïonnette. La bretelle est fixée sous l'arme.

### Variantes du Mauser 93 espagnol
- Mousqueton 1893 : version raccourcie équipé d'un levier d'armement courbe destinée aux télégraphistes, mitrailleurs et troupes du génie.
- Carabine 1895 : modèle court. Également équipé d'un levier d'armement coudée. Le fût est long. Elle ne reçoit pas de baïonnette. La hausse est seulement graduée de 100 à 1 400 m. Le guidon est protégé par des oreilles. La bretelle est fixée latéralement. Elle armait cavaliers et artilleurs.
- Mousqueton 1916 : c'est un Mousqueton 1893 remanié. Le canon est moins long. Le garde-main est raccourci ou absent.

La hausse devient tangentielle et à curseur (400 à 2 000 m). Le fond du magasin est amovible.
- Mousqueton T-1916 : mousqueton M1916 transformé par le montage d'un nouveau canon en 7,62 × 51 mm Otan et d'une cale de magasin.
- FR-7 : Mousqueton 1916 doté du canon et des organes de visée du fusil d'assaut CETME B/C.

## Mauser 1943, 1944 et FR-8
- Mauser 1943 : copie du 98K de la Wehrmacht munie à la différence du fusil allemand d'un garde-main enveloppant la hausse, d'attaches latérales supplémentaires et d'un tenon amovible pour monter la baïonnette du Mauser 93.
- Mauser 1944 : version adoptée par l'armée de l'air équipé d'un guidon à oreille.
- FR-8 : Mauser 1943 doté du canon et des organes de visée du fusil d'assaut CETME B/C.

| Modèle                        | Fusil 1893   | Carabine 1895 | Mousqueton 1916 | Fusils 1943 & 1944 | FR-7        | FR-8        | T-1916      |
| ----------------------------- | ------------ | ------------- | --------------- | ------------------ | ----------- | ----------- | ----------- |
| Munition/Magasin (cartouches) | 7mm Mauser/5 | 7mm Mauser/5  | 7mm Mauser/5    | 7,92 mm Mauser/5   | 7,62 OTAN/5 | 7,62 OTAN/5 | 7,62 OTAN/5 |
| Longueur                      | 1,235 m      | 95 cm         | 1,05 m          | 1,11 m             | 98 cm       | 99 cm       | 1,05 m      |
| Canon                         | 74 cm        | 45 cm         | 55 cm           | 60 cm              | 45 cm       | 45 cm       | 55 cm       |
| Masse à vide                  | 3,9 kg       | 3,3 kg        | 3,8 kg          | 4 kg               | 4,4 kg      | 3,6 kg      | 3,8 kg      |

### Les guerres du Mauser espagnol
Entre 1895 et 1965, ce fusil (et ses variantes) a connu le feu lors des guerre d'indépendance cubaine, révolution philippine, guerre hispano-américaine, guerre américano-philippine.

## Le Mauser 93 turc

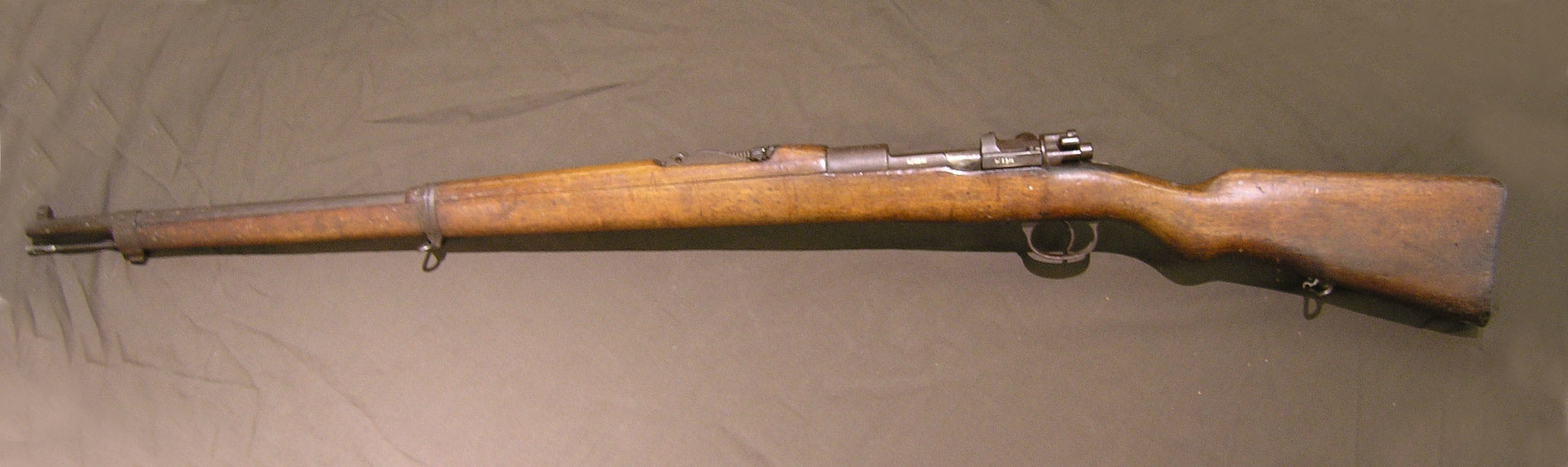
Un Mauser 1893 ottoman, ramené de la Première Guerre Mondiale par un soldat néo-zélandais (collection du Musée d'Auckland).

Il est quasi-identique au modèle espagnol à l'exception de son calibre. En effet, lorsque l'Armée ottomane a eu connaissance du nouveau modèle espagnol en 1893, elle a commandé environ 200 000 fusils dans la même configuration. Leurs fusils étaient chambrés pour la cartouche  7,65 × 53 mm Mauser  et étaient identiques au modèle espagnol, à l'exception d'une coupure de chargeur, qui, une fois engagée, permettait l'alimentation et l'extraction de cartouches individuelles uniquement tout en gardant les cartouches du chargeur en réserve, et d'un verrou cylindrique. L'attache de baïonnette s'adaptait à la baïonnette M1890 (lame de 46 cm), que les Ottomans avaient déjà acquise en grand nombre. 

### Variantes du Mauser 93 turc
- Le M1893 ottoman d'origine en 7,65 mm Mauseer mesure 1,23 m pour 3,98 kg sans baïonnette ni cartouches.
- Le M1893/1933 turc  modifié pour la 8 mm Mauser mesure 1, 24 m  pour 4,1 kg.
- Le M1893 T yougoslave plus court  de calibre 8 mm Mauser pèse 3,9 kg pour 1,06 m.

### Les guerres du Mauser 93 turc
Malgré l'adoption du Mauser 1903 par l'armée ottomane, le M93 turc servit lors des Guerre de Trente jours (comme ce fut le cas du Mauser 1890) Guerre de Tripolitaine, Guerres balkaniques, de la  Première Guerre mondiale ( bataille de Gallipoli et Siège de Kut-el-Amara ), de la Révolte arabe de la Guerre gréco-turque et de la Guerre d'indépendance turque.

### Sources
- Jean Huon, Les Armes de la Guerre civile espagnole 1936-1939, éditions Crépin-Leblond, 2008.
- Marc Barret, « Le Mauser Mod. 1893 Espagnol », Cibles, no 615,‎ septembre 2021, p. 83 à 87 (ISSN 0009-6679)
- Eric Alves, « Mauser 1893 », www.secondeguerre.net, 2023.
- Eric Alves, « Fusil Mauser 1893 turc », www.secondeguerre.net, 2024.